# Coppa del Mondo juniores di slittino 2000
La Coppa del Mondo juniores di slittino 1999/00, settima edizione della manifestazione organizzata dalla Federazione Internazionale Slittino, è iniziata il 4 dicembre 1999 a Oberhof, in Germania e si è conclusa il 6 febbraio 2000 a Schönau am Königssee, sempre in Germania. Si sono disputate quindici gare: cinque nel singolo uomini, nel singolo donne e nel doppio in cinque differenti località. Erano validi ai fini della classifica finale soltanto i migliori quattro risultati ottenuti.
L'appuntamento clou della stagione sono stati i campionati mondiali juniores 2000 disputatisi ad Altenberg, in Germania, competizione non valida ai fini della Coppa del Mondo.

## Risultati

### Singolo uomini
| Data               | Località             | Nazione  | Primo classificato         | Secondo classificato    | Terzo classificato       |
| ------------------ | -------------------- | -------- | -------------------------- | ----------------------- | ------------------------ |
| 4-5 dicembre 1999  | Oberhof              | Germania | David Möller Germania      | Kyle Connelly Canada    | Jan Eichhorn Germania    |
| 19 dicembre 1999   | Igls                 | Austria  | Michael Moffat Canada      | Martin Abentung Austria | Jan Eichhorn Germania    |
| 15-16 gennaio 2000 | Sigulda              | Lettonia | Kyle Connelly Canada       | Grant Albrecht Canada   | Michael Moffat Canada    |
| 22-23 gennaio 2000 | Winterberg           | Germania | David Möller Germania      | Martin Abentung Austria | Patrick Schürer Germania |
| 5-6 febbraio 2000  | Schönau am Königssee | Germania | Markus Moderegger Germania | David Möller Germania   | Michal Kvíčala Rep. Ceca |

### Singolo donne
| Data               | Località             | Nazione  | Prima classificata     | Seconda classificata         | Terza classificata        |
| ------------------ | -------------------- | -------- | ---------------------- | ---------------------------- | ------------------------- |
| 4-5 dicembre 1999  | Oberhof              | Germania | Anna Tielke Germania   | Tatjana Hüfner Germania      | Vroni Kurz Germania       |
| 19 dicembre 1999   | Igls                 | Austria  | Julia Schäfer Germania | Vroni Kurz Germania          | Arnita Ancena Lettonia    |
| 15-16 gennaio 2000 | Sigulda              | Lettonia | Arnita Ancena Lettonia | Veronika Sabolová Slovacchia | Sylwia Dobija Polonia     |
| 22-23 gennaio 2000 | Winterberg           | Germania | Vroni Kurz Germania    | Julia Schäfer Germania       | Tatjana Hüfner Germania   |
| 5-6 febbraio 2000  | Schönau am Königssee | Germania | Julia Schäfer Germania | Vroni Kurz Germania          | Juliane Meinhold Germania |

### Doppio
| Data               | Località             | Nazione  | Primi classificati                         | Secondi classificati                       | Terzi classificati                         |
| ------------------ | -------------------- | -------- | ------------------------------------------ | ------------------------------------------ | ------------------------------------------ |
| 4-5 dicembre 1999  | Oberhof              | Germania | Christian Pfalz Martin Biedermann Germania | Patrick Anderson Brian Wohlleb Stati Uniti | Yukio Griffall Dan Joye Stati Uniti        |
| 18 dicembre 1999   | Igls                 | Austria  | Andreas Linger Wolfgang Linger Austria     | Patrick Schürer Patrick Dietzsch Germania  | Christian Pfalz Martin Biedermann Germania |
| 15-16 gennaio 2000 | Sigulda              | Lettonia | Juris Rūsa Einārs Krūmiņš Lettonia         | Patrick Anderson Brian Wohlleb Stati Uniti | Grant Albrecht Michael Moffat Canada       |
| 22-23 gennaio 2000 | Winterberg           | Germania | Grant Albrecht Michael Moffat Canada       | Patrick Anderson Brian Wohlleb Stati Uniti | Andreas Linger Wolfgang Linger Austria     |
| 5-6 febbraio 2000  | Schönau am Königssee | Germania | Patrick Schürer Patrick Dietzsch Germania  | Marcel Lorenz Christian Baude Germania     | Yukio Griffall Dan Joye Stati Uniti        |

## Classifiche

### Singolo uomini
| Pos. | Nome            | Nazione  | OBE | IGL | SIG | WIN | KÖN  | Totale |
| ---- | --------------- | -------- | --- | --- | --- | --- | ---- | ------ |
| 1    | David Möller    | Germania | 1   | 6   | -   | 1   | 2    | 335    |
| 2    | Kyle Connelly   | Canada   | 2   | 3   | 1   | 5   | (nd) | 310    |
| 3    | Michael Moffat  | Canada   | 6   | 1   | 3   | 10  | -    | 256    |
| 4    | Martin Abentung | Austria  | -   | 2   | -   | 2   | 6    | 220    |
| 5    | Grant Albrecht  | Canada   | 7   | 8   | 2   | 9   | -    | 212    |

Tra parentesi il risultato scartato

### Singolo donne
| Pos. | Nome            | Nazione     | OBE | IGL   | SIG | WIN | KÖN | Totale |
| ---- | --------------- | ----------- | --- | ----- | --- | --- | --- | ------ |
| 1    | Vroni Kurz      | Germania    | 3   | 2     | -   | 1   | 2   | 340    |
| 2    | Julia Schäfer   | Germania    | nd  | 1     | -   | 2   | 1   | 285    |
| 3    | Anna Tielke     | Germania    | 1   | 5     | -   | 4   | 4   | 275    |
| 4    | Arnita Ancena   | Lettonia    | -   | 3     | 1   | 7   | 15  | 242    |
| 5    | Nicole Oliveira | Stati Uniti | 4   | (DNF) | 4   | 9   | 6   | 209    |

Tra parentesi il risultato scartato

### Doppio
| Pos. | Nome                              | Nazione     | OBE | IGL   | SIG | WIN  | KÖN | Totale |
| ---- | --------------------------------- | ----------- | --- | ----- | --- | ---- | --- | ------ |
| 1    | Patrick Anderson Brian Wohlleb    | Stati Uniti | 2   | (DNF) | 2   | 2    | 8   | 297    |
| 2    | Christian Pfalz Martin Biedermann | Germania    | 1   | 3     | -   | 4    | -   | 230    |
| 3    | Yukio Griffall Dan Joye           | Stati Uniti | 3   | 9     | 7   | -    | 3   | 225    |
| 4    | Patrick Schürer Patrick Dietzsch  | Germania    | nd  | 2     | -   | 11   | 1   | 219    |
| 5    | Radek Říha Michal Dreser          | Rep. Ceca   | 4   | 4     | 4   | (10) | 10  | 216    |

Tra parentesi il risultato scartato